# Гаспони (Вибо Валенција)
Гаспони је насеље у Италији у округу Вибо Валенција, региону Калабрија.
Према процени из 2011. у насељу је живело 251 становника. Насеље се налази на надморској висини од 272 м.